# Floreal
Floreal este un oraș în São Paulo (SP), Brazilia.